# Eduardo Costantini
Eduardo Francisco Costantini (Buenos Aires, 17 de septiembre de 1946) es un economista y empresario argentino. Está dedicado al mercado inmobiliario y financiero, además es fundador y presidente del Museo de Arte Latinoamericano de Buenos Aires (MALBA).

## Biografía
Eduardo Francisco Costantini nació en Buenos Aires el 17 de septiembre de 1946. Es licenciado en Economía recibido en la Universidad Católica Argentina (1971) y máster en Arts in Quantitative Economics por la Universidad de East Anglia, Inglaterra (1975).
Estuvo casado con la actriz María Teresa Costantini desde 1966 hasta su divorcio en 1994. Posteriormente volvió a casarse, en febrero de 2020, con Elina Fernández, quien se hace llamar Elina Costantini, con la que tuvo una hija en enero de 2025.

### Ámbito empresarial
Fue controlador de Penta S.A. (1970-1972) y luego su Director Financiero (1973-74). Entre 1975 y 1977 fue miembro del Directorio de Huancayo S.A. Durante la década de 1980 se desempeñó como agente de bolsa como Presidente de Consultatio Bursátil S.A. En 1991 asumió la vicepresidencia del Banco Francés del Río de la Plata, dueño de Consultatio Asset Management, una empresa que se dedica a la administración de fondos comunes de inversión en América Latina. Ese mismo año también creó Consultatio S.A., dedicada a emprendimientos inmobiliarios a gran escala.
A través de esa empresa se desarrolló Nordelta, con una extensión de 1700 hectáreas donde funciona también el Hotel Wyndham, entre otros servicios. En 2010 Consultatio desarrolló Puertos en Escobar.
A través de Consultatio S.A. Costantini ha adquirido edificios como el Catalinas Plaza (1995), el Alem Plaza (1998), la torre Grand Bourg (2006) y Catalinas Norte. Estas últimas se emplazan en el último terreno disponible en la zona de Catalinas en el barrio de Retiro, cerca de la entrada norte de Puerto Madero.
Costantini es dueño del complejo Las Garzas en Rocha, Uruguay.
En 2009 fundó en los Estados Unidos Consultatio Real Estate, a través de la cual desarrolló dos grandes proyectos en Miami: Oceana Key Biscayne, un complejo de exclusivos departamentos y vilas frente al mar; y Oceana Bal Harbour, que será terminado a finales de 2016. En ambos proyectos se concibió un programa integral de arte, entre los que se destaca la incorporación de dos grandes esculturas del artista estadounidense Jeff Koons.

### Museo MALBA

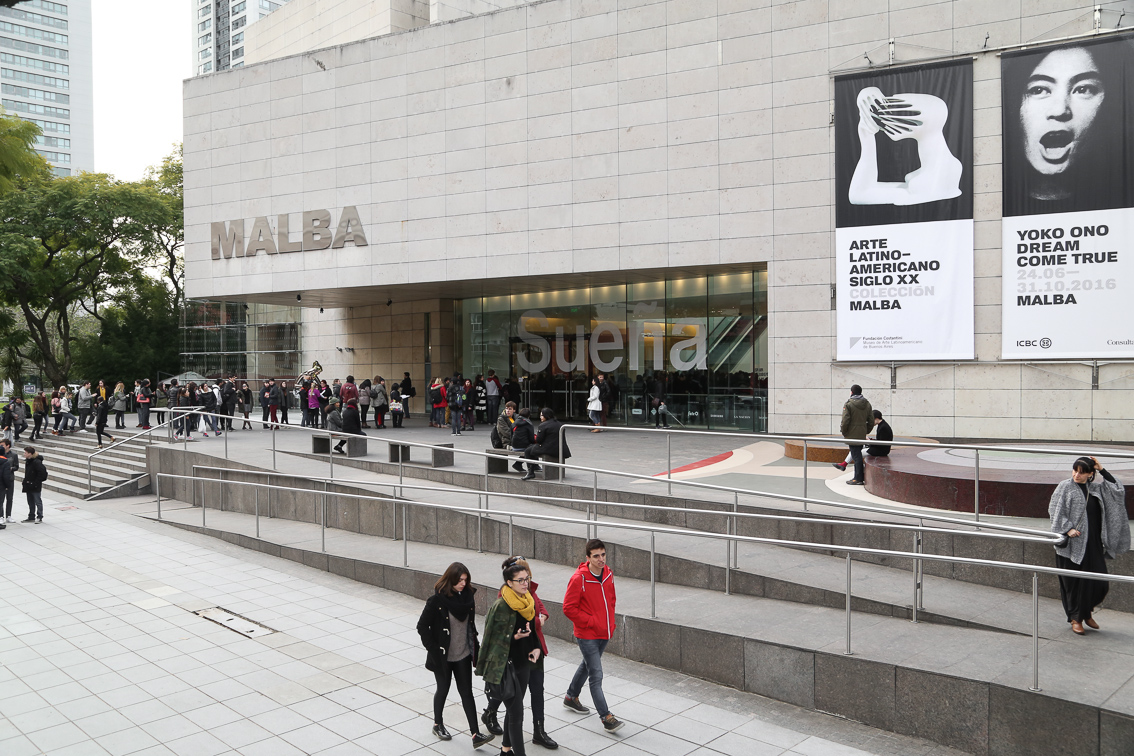
Fachada del Malba.

Eduardo Costantini creó en 1995 la Fundación Eduardo F. Costantini y el Museo de Arte Latinoamericano de Buenos Aires (MALBA).
La Fundación Costantini cubre el déficit operativo del museo, estimado en tres millones de dólares por año.
Como coleccionista y promotor de arte, es miembro del International Advisory Board de la Fundación Bienal de San Pablo. También ha colaborado como Chairman Council del Museum of Modern Art de New York (MoMA), del Advisory Committee del David Rockefeller Center of Latin American Studies de Harvard y miembro fundador del Global Philantropist Circle, Synergos Institute, New York.

### Causas legales
Costantini fue denunciado por la AFIP por supuesta evasion de impuestos entre los años 2004 y 2008. El organismo lo acusó de no haber pagado el impuesto a las Ganancias de 2004 y el impuesto al Valor Agregado entre 2004 y 2008. La corte a cargo de la denuncia terminó absolviendo a Costantini ya que consideró que no hubo delito en las operaciones realizadas por Costantini. Frente a este resultado la AFIP presentó un recurso extraordinario que fue rechazado por la Cámara Federal de Casación Penal, lo cual derivo en una queja hacia la Corte Suprema de la Nación, la cual dictamino que la Procuración General de La Nación debía investigar si la causa contra Costantini se había extinguido por inactividad procesal.

## Premios y reconocimientos
En 2008 Costantini recibió el Premio Konex, diploma al mérito como “Empresario de los medios y los servicios”
En 2014 fue distinguido por la Fundación Endeavor como “Empresario Modelo” por sus valores, trayectoria y compromiso con la innovación.
En 2015 recibió el premio al mejor desarrollista por el proyecto de Catalinas Norte ubicado en Puerto Madero, de manos de la Asociación de Profesores y Directivos de Programas de Real Estate (APPI).
En abril de 2016 fue premiado por Ernst & Young Entrepreneur of the Year en la categoría de mejor trayectoria empresarial.